# Lophophorus sclateri
Il lofoforo di Sclater o monal di Sclater (Lofoforus sclateri Jerdon, 1870) è una delle tre specie di lofofori esistente in natura. Deve il suo nome allo zoologo britannico Philip Lutley Sclater.

## Sottospecie
Questa specie consta di tre sottospecie:
- Lophophorus sclateri arunachalensis Kumar & Singh, 2004.
- Lophophorus sclateri orientalis GWH Davison, 1974.
- Lophophorus sclateri sclateri Jerdon, 1870.

## Descrizione

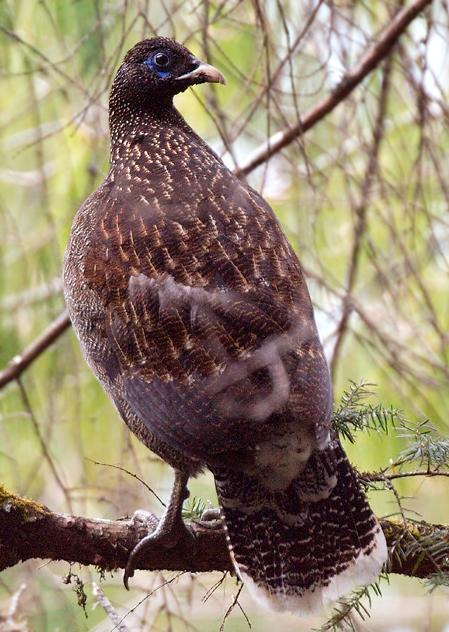
Esemplare femmina.

Anche questo, come tutti i lofofori, presenta un dimorfismo sessuale ben marcato; infatti il maschio ha il piumaggio verde-violaceo, con il collo di color rame,  la gola nera tendente al viola e la coda bianca. La femmina  invece è invece di color marrone scuro con solo la gola e la punta della coda bianca.

## Distribuzione e habitat
Questo grosso uccello vive nelle foreste montane, ad una quota compresa tra i 2500 e i 4500 metri, del sud-est cinese, della Birmania settentrionale e della parte nord-est dell'India.

## Biologia
La dieta del lofoforo di Sclater è composta soprattutto di tuberi, radici, fiori, antropodi, semi e piccoli roditori.
La femmina depone tra le tre e le cinque uova. Non si conosce ancora se il maschio contribuisce alla difesa del nido, ma si suppone che lo faccia.